# Luik-Bastenaken-Luik 2024
Het Belgische wielermonument Luik-Bastenaken-Luik vond in 2024 plaats op 21 april. Er werd zowel een wedstrijd gereden bij de vrouwen als bij de mannen. Titelverdediger was bij de mannen Remco Evenepoel en Demi Vollering bij de vrouwen.

## Mannen
Bij de mannen werd de 110e editie van deze wedstrijd verreden. Titelverdediger Remco Evenepoel nam deze editie niet deel. Favoriet voor de zege van deze editie was de Sloveen Tadej Pogačar. Pogačar won eerder in 2024 al Strade Bianche, als tiende koersdag van het jaar nam hij deel aan Luik-Bastenaken-Luik. Hij zegevierde in deze editie na een solo van ruim 34 kilometer. Eerder in zijn carrière was hij ook al succesvol in Luik, in 2021, toen liet hij onder andere Julian Alaphilippe achter zich. Met ruim anderhalve minuut verschil kwam Romain Bardet als tweede over de finish. Het podium werd afgesloten door de Nederlander Mathieu van der Poel.
De wedstrijd was 254.4 kilometer lang en was onderdeel van de UCI World Tour 2024. Van de 179 gestarte renners zijn er 117 gefinisht.

### Uitslag
| Plaats  | Naam                   | Ploeg                           | tijd     |
| ------- | ---------------------- | ------------------------------- | -------- |
| Winnaar | Tadej Pogačar          | UAE Team Emirates               | 6u13'48" |
| 2       | Romain Bardet          | Team dsm-firmenich PostNL       | + 1'39"  |
| 3       | Mathieu van der Poel   | Alpecin-Deceuninck              | + 2'02"  |
| 4       | Maxim Van Gils         | Lotto-Dstny                     | z.t.     |
| 5       | Aurélien Paret-Peintre | Decathlon AG2R La Mondiale Team | z.t.     |
| 6       | Mauri Vansevenant      | Soudal-Quick Step               | z.t.     |
| 7       | Valentin Madouas       | Groupama-FDJ                    | z.t.     |
| 8       | Aleksej Loetsenko      | Astana Qazaqstan Team           | z.t.     |
| 9       | Pello Bilbao           | Bahrain-Victorious              | z.t.     |
| 10      | Tom Pidcock            | INEOS Grenadiers                | z.t.     |

## Vrouwen
De achtste editie van deze wedstrijd werd verreden bij de vrouwen. Titelverdedigster was Demi Vollering, zij nam aan deze editie ook deel. In een sprint om de eindzege was het de Australische Grace Brown die, enigszins verrassend, aan het langste eind trok. De Italiaanse Elisa Longo Borghini en de Nederlandse Vollering liet Brown achter zich en boekte zo de grootste zege van haar carrière.
De start van deze wedstrijd was niet in Luik maar in Bastenaken. De finish lag bijna 153 kilometer verderop in Luik.
De wedstrijd was onderdeel van de UCI Women's World Tour 2024. 

### Uitslag
| Plaats  | Naam                 | Ploeg                   | tijd     |
| ------- | -------------------- | ----------------------- | -------- |
| Winnaar | Grace Brown          | FDJ-Suez                | 4u37'54" |
| 2       | Elisa Longo Borghini | Lidl-Trek               | z.t.     |
| 3       | Demi Vollering       | Team SD Worx-Protime    | z.t.     |
| 4       | Elise Chabbey        | Canyon//SRAM Racing     | z.t.     |
| 5       | Katarzyna Niewiadoma | Canyon//SRAM Racing     | z.t.     |
| 6       | Kim Cadzow           | EF Education-Cannondale | z.t.     |
| 7       | Marianne Vos         | Visma-Lease a Bike      | + 52"    |
| 8       | Juliette Labous      | dsm-firmenich PostNL    | z.t.     |
| 9       | Ricarda Bauernfeind  | Canyon//SRAM Racing     | z.t.     |
| 10      | Niamh Fisher-Black   | Team SD Worx-Protime    | z.t.     |
|         |                      |                         |          |
| 28      | Justine Ghekiere     | AG Insurance-Soudal     | + 2'01"  |

1892 · 1893 · 1894 · 1895-1907 · 1908 · 1909 · 1910 · 1911 · 1912 · 1913 · 1914-1918 · 1919 · 1920 · 1921 · 1922 · 1923 · 1924 · 1925 · 1926 · 1927 · 1928 · 1929 · 1930 · 1931 · 1932 · 1933 · 1934 · 1935 · 1936 · 1937 · 1938 · 1939 · 1940-1942 · 1943 · 1944 · 1945 · 1946 · 1947 · 1948 · 1949 · 1950 · 1951 · 1952 · 1953 · 1954 · 1955 · 1956 · 1957 · 1958 · 1959 · 1960 · 1961 · 1962 · 1963 · 1964 · 1965 · 1966 · 1967 · 1968 · 1969 · 1970 · 1971 · 1972 · 1973 · 1974 · 1975 · 1976 · 1977 · 1978 · 1979 · 1980 · 1981 · 1982 · 1983 · 1984 · 1985 · 1986 · 1987 · 1988 · 1989 · 1990 · 1991 · 1992 · 1993 · 1994 · 1995 · 1996 · 1997 · 1998 · 1999 · 2000 · 2001 · 2002 · 2003 · 2004 · 2005 · 2006 · 2007 · 2008 · 2009 · 2010 · 2011 · 2012 · 2013 · 2014 · 2015 · 2016 · 2017 · 2018 · 2019 · 2020 · 2021 · 2022 · 2023 · 2024
Tour Down Under ·
Great Ocean Road Race ·
Ronde van de Verenigde Arabische Emiraten ·
Omloop Het Nieuwsblad ·
Strade Bianche ·
Parijs-Nice · 
Tirreno-Adriatico · 
Milaan-San Remo ·
Ronde van Catalonië ·
Classic Brugge-De Panne ·
E3 Saxo Classic ·
Gent-Wevelgem ·
Dwars door Vlaanderen ·
Ronde van Vlaanderen ·
Ronde van het Baskenland ·
Parijs-Roubaix ·
Amstel Gold Race ·
Waalse Pijl ·
Luik-Bastenaken-Luik ·
Ronde van Romandië ·
Eschborn-Frankfurt ·
Ronde van Italië ·
Critérium du Dauphiné ·
Ronde van Zwitserland ·
Ronde van Frankrijk ·
Clásica San Sebastián ·
Ronde van Polen ·
Bretagne Classic ·
BEMER Cyclassics ·
Renewi Tour ·
Ronde van Spanje ·
GP van Quebec ·
GP van Montreal ·
Ronde van Lombardije ·
Ronde van Guangxi
Tour Down Under ·
Cadel Evans Great Ocean Road Race ·
Ronde van de Verenigde Arabische Emiraten ·
Omloop Het Nieuwsblad ·
Strade Bianche ·
Ronde van Drenthe ·
Trofeo Alfredo Binda-Comune di Cittiglio ·
Brugge-De Panne ·
Gent-Wevelgem ·
Ronde van Vlaanderen ·
Parijs-Roubaix ·
Amstel Gold Race ·
Waalse Pijl ·
Luik-Bastenaken-Luik ·
Ronde van Spanje ·
Ronde van het Baskenland ·
Ronde van Burgos ·
RideLondon Classic ·
Ronde van Groot-Brittannië ·
Ronde van Zwitserland ·
Ronde van Italië ·
Ronde van Frankrijk ·
GP de Plouay-Bretagne ·
Ronde van Romandië ·
Simac Ladies Tour ·
Ronde van Chongming ·
Ronde van Guangxi
Afgelaste wedstrijden: Ronde van Scandinavië